# 4e Legerkorps (Wehrmacht)
Het 4e Legerkorps (Duits: Generalkommando IV. Armeekorps) was een Duits legerkorps van de Wehrmacht tijdens de Tweede Wereldoorlog. Het korps kwam in actie in Polen, in 1939 in België en Frankrijk in 1940 en aan het Oostfront. Het korps werd vernietigd in Stalingrad. Na heroprichting vocht het korps in Oekraïne en werd opnieuw vernietigd in Roemenië.

## Krijgsgeschiedenis

### Oprichting
Het 4e Legerkorps werd gevormd op 1 oktober 1934 uit de 4e Divisie van de Reichswehr in Dresden (Wehrkreis IV). In maart 1938 behoorde het korps tot de Duitse eenheden, die Tsjechië binnenvielen.

### 1939
Tijdens de Poolse Veldtocht behoorde het korps, bestaande uit 4e en 46e Infanteriedivisies, tot het 10e Leger. Het korps stak oostelijk van Opplen de grens over en stootte in deels zware gevechten door de verdedigingslijn langs de bovenloop van de Warta, stak deze rivier over en nam op 3 september Częstochowa in. Vervolgens rukte het korps op via Pilica en hielp vervolgens de ring om Poolse troepen rond Radom te sluiten. Vervolgens rukte het korps verder op naar het oosten, naar Annopol, over de Weichsel en vanaf daar richting Chełm. Hier werd de hand gereikt met de uit het oosten oprukkende Sovjettroepen.

In oktober 1939 werd het korps naar de Eifel verplaatst er werd daar onderdeel van het 6e Leger.

### 1940
Tijdens de inval in België vanaf 10 mei 1940 brak het korps, bestaande uit de 7e, 18e en 35e Infanteriedivisies (en op de eerste dag ook de 4e Pantserdivisie en een deel van de 61e Infanteriedivisie) door Zuid-Limburg, stak het Albertkanaal over, brak door de Dijle-stelling, rukte op richting Doornik, maar bleef vervolgens aan het oostelijk front van Lille liggen. Na gevechten in dit gebied, veroverde het korps Ieper voerde initiële gevechten voor de Slag bij Duinkerke, zonder aan de eindfase daaraan deel te nemen.
Bij de Slag om Frankrijk fungeerde het korps eerst als reserve van Heeresgruppe B met de 19e en 30e Infanteriedivisies. Na enkele dagen werd het korps naar voren geschoven, en stond op 10 juni tussen Parijs en Compiègne. Op 13 juni nam het korps de noordoosthoek van de Parijse stelling in en stootte door naar de Marne bij Meaux. Vervolgens stootte het korps naar het zuiden en bereikte op 18 juni een gebied net ten zuiden van Orléans. Twee dagen later veroverde het korps twee bruggenhoofden over de Cher bij Saint-Aignan en Villefranche-sur-Cher. Vandaar moest het korps achter de Demarcatielijn worden teruggenomen.
Na afloop van de gevechten bleef het korps als bezettingsmacht in België tot mei 1941. Eind december 1940 beschikte het korps over de 24e, 58e en 208e Infanteriedivisies.

### 1941
In loop van mei 1941 verplaatste het korps zich naar de grens met de Sovjet-Unie. Het korps rukte bij het begin van Operatie Barbarossa op richting Lemberg met de 24e, 71e, 262e, 295e en 296e Infanteriedivisies. Vanuit Lemberg trok het korps via Tarnopol naar Tsjerkasy. Het korps stond eind juli en augustus 1941 ook bekend als Gruppe von Schwedler. Het korps beschermde de zuidelijke flank van de tangbeweging van het Panzergruppe 1 tijdens de Slag om Kiev. In september 1941 hergroepeerde het korps zich. Op 31 oktober 1941 werd het Hongaarse korps onder bevel van het korps geplaatst. Tijdens de opmars naar Rostov beschermde het korps de linkerflank van het Panzergruppe 1. Eenheden van het korps veroverden op 17 november Slavyansk. Eind 1941 had het korps zich ingegraven achter de Mius en beschikte over de 9e, 76e en 94e Infanteriedivisies.

### 1942/43
Nadat het korps een aanval op Artyomovsk had afgeslagen tijdens de Sovjet Barvenkovo–Lozovaya Operatie in januari 1942, vormde het korps de zuidelijke schouder van de Barvenkovo-saillant. In deze positie kon het korps nu een half jaar stabiel blijven. Tijdens het Duitse zomeroffensief van 1942 beschikte het korps initieel (4 juli)over de 76e, 94e en 295e Infanteriedivisies. Hiermee rukte het op richting het oosten. Begin augustus was het korps al over de Don voorbij Konstantinovsk en werd overgedragen aan het 4de Pantserleger. Het korps werd vernietigd in de omsingeling van Stalingrad. Met de 94e en 371e Infanteriedivisies rukte het korps achter het 48e Pantserkorps op via Kotelnikovo naar de Aksai. Stalingrad werd vanuit het zuiden benaderd en als deel van 4e Pantserleger nam het korps nu deel uit van de Slag om Stalingrad, van eind augustus af. Nadat op 19 november de Sovjets met hun tegenoffensief begonnen en het 6e Leger insloten, nam het korps de zuidelijke sector van de “zak” op zich. Eind december 1942 beschikte het korps hier over de 297e en 371e Infanteriedivisies plus de 20e Roemeense Divisie. Op 10 januari startten de Sovjets hun offensief om de omsingelde Duitsers bij Stalingrad te elimineren, Operatie Koltso. Op 25 januari werd de pocket in een zuidelijk en noordelijk deel gesplitst, met het korps in het zuidelijke deel. Op 31 januari kwam het einde.
Het 4e Legerkorps capituleerde op 31 januari 1943 in Stalingrad.

### Heroprichting en inzet 1943
Op 20 juli 1943 werd Korps Mieth bij Altsjevsk omgedoopt tot het 4de Legerkorps.
In augustus moest het korps zich aan sluiten bij de algehele Duitse terugtocht naar de Dnjepr. Deze liep via zuidelijk van Stalino naar de Dnjepr zuidelijk van Zaporozje. En in oktober volgde een verder terugtrekking naar het bruggenhoofd van Nikopol. Tegen het eind van het jaar (27 december) beschikte het korps hier over de 24e Pantserdivisie, de 3e Bergdivisie en de 17e, 79e, 111e, 258e, 302e en( deel van de) 335e Infanteriedivisies.

### 1944

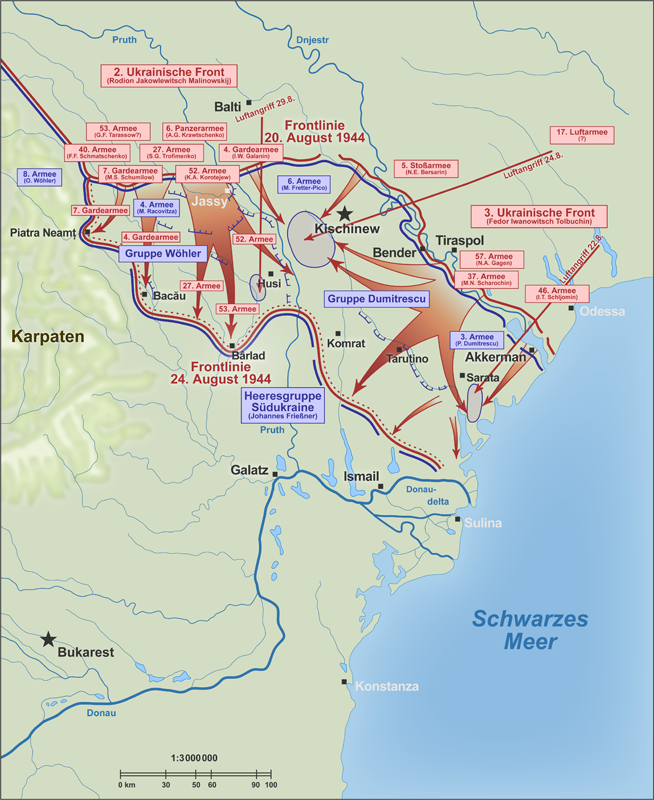
Het Sovjet Iași–Chișinău-offensief

In het voorjaar van 1944 moest het korps, als onderdeel van het 6e Leger, vechtend terugtrekken, helemaal tot aan de Proet in Roemenië. Hier kwam het aan, rond Iași, begin april 1944 en verdedigde hier gedurende deze hele maand in dit gebied, tot het front tot rust kwam, voor bijna vier maanden. 

Vanaf juni stond het korps ook bekend als Gruppe Mieth of Korpsgruppe Mieth.

Op 20 augustus begon het Sovjet-Iași–Chișinău Offensief. Het korps kon de aanvallen van de superieure strijdkrachten van het 2e Oekraïense Front niet weerstaan. Het korps werd deels doorbroken en opzij geschoven. De Sovjettroepen van het 2e en 3e Oekraïense Front ontmoetten elkaar op 23 augustus bij Leova aan de Proet. In deze operatie waren 16 Duitse divisies van het 6e Leger omsingeld. Het korps leek het geluk te hebben als enige korps aan de westelijke zijde van de Proet te zijn, maar ook dat redde het korps niet tegenover de Sovjet-overmacht. Op 29 augustus lukte het korps nog om van Vutcani naar Chițcani te komen, maar vanaf daar was er van een georganiseerde leiding of weerstand al geen sprake meer. Resten probeerden nog over de Siret te komen, maar weinigen lukte dat.
Rond 29 augustus hield het 4e Legerkorps op te bestaan bij Chițcani. Officieel werd het korps pas op 27 september 1944 ontbonden.

## Bovenliggende bevelslagen
| Leger                | Legergroep              | Plaats/regio                                        | Begin              | Eind               |
| -------------------- | ----------------------- | --------------------------------------------------- | ------------------ | ------------------ |
| 10. Armee            | Heeresgruppe Süd        | Polen                                               | 1 september 1939   | begin oktober 1939 |
| Grenzabschnitt Mitte |                         | Polen                                               | begin oktober 1939 | oktober 1939       |
| 6e Leger             | Heeresgruppe B          | Eifel, Zuid-Limburg, België, Noord-Frankrijk, Loire | oktober 1939       | 7 juli 1940        |
| 9e Leger             | Heeresgruppe A          | Noord-Frankrijk, België                             | 7 juli 1940        | 28 juli 1940       |
| 16e Leger            | Heeresgruppe A          | België                                              | 28 juli 1940       | mei 1941           |
| 17e Leger            | Heeresgruppe A          | Polen                                               | mei 1941           | 21 juni 1941       |
| 17e Leger            | Heeresgruppe Süd        | Galicië, Lemberg                                    | 22 juni 1941       | juli 1941          |
| 6e Leger             | Heeresgruppe Süd        | Kiev                                                | augustus 1941      | augustus 1941      |
| 17e Leger            | Heeresgruppe Süd        | Kiev, Dnjepr, Donets                                | september 1941     | juli 1942          |
| 4e Pantserleger      | Heeresgruppe B          | Don, Stalingrad                                     | juli 1942          | 22 november 1942   |
| 6e Leger             | Heeresgruppe Don        | Stalingrad                                          | 22 november 1942   | 31 januari 1943    |
|                      |                         |                                                     |                    | Onbekend           |
| 6e Leger             | Heeresgruppe Süd, A     | Donets, Dnjepr                                      | 20 juli 1943       | eind oktober 1943  |
| 1e Pantserleger      | Heeresgruppe Süd        | Dnjepr                                              | eind oktober 1943  | 31 december 1943   |
| 6e Leger             | Heeresgruppe Süd        | Dnjepr                                              | 1 januari 1944     | 30 maart 1944      |
| 6e Leger             | Heeresgruppe A          | Nikolajev, Boeg                                     | 30 maart 1944      | april 1944         |
| 8e Leger             | Heeresgruppe Südukraine | Dnjestr, Iasi                                       | april 1944         | 21 augustus 1944   |
| 6e Leger             | Heeresgruppe Südukraine | Iasi, Proet                                         | 21 augustus 1944   | 29 augustus 1944   |

## Commandanten
| Rang                        | Naam                 | Begin            | Eind             | Opmerking                        |
| --------------------------- | -------------------- | ---------------- | ---------------- | -------------------------------- |
| Generaal der Infanterie     | Wilhelm List         | 1 oktober 1935   | 3 februari 1938  |                                  |
| Generaal der Infanterie     | Viktor von Schwedler | 4 februari 1938  | 18 oktober 1942  |                                  |
| Generaal der Genie-troepen  | Erwin Jänecke        | 19 oktober 1942  | 17 januari 1943  |                                  |
| Generaal der Artillerie     | Max Pfeffer          | 17 januari 1943  | 31 januari 1943  |                                  |
|                             |                      |                  |                  | Vernietigd bij Stalingrad        |
| Generaal der Infanterie     | Friedrich Mieth      | 20 juli 1943     | 29 augustus 1944 |                                  |
| Generaal der Pantsertroepen | Ulrich Kleeman       | 2 september 1944 | 10 oktober 1944  |                                  |
|                             |                      | 10 oktober 1944  |                  | Omgevormd in het 4e Pantserkorps |

Generaal Jänecke werd tijdens de omsingeling als laatste hoge officier per vliegtuig geëvacueerd.

Generaal Max Pfeffer werd gevangengenomen in de omsingeling bij Stalingrad.

Het lot van Generaal Friedrich Mieth is niet helemaal zeker. Bij de verdedigingsgevechten sneuvelde Mieth op 29 augustus, volgens andere bronnen stierf hij begin september aan een hartaanval in de buurt van het dorp Vutcani.

### Chef des Generalstabes[2]
| Rang         | Naam               | Begin            | Eind              | Opmerking |
| ------------ | ------------------ | ---------------- | ----------------- | --------- |
| Generalmajor | Friedrich Olbricht | Oprichting       | 10 november 1938  |           |
| Generalmajor | Walter Model       | 10 november 1938 | 24 oktober 1939   |           |
| Oberst i.G.  | Otto Beutler       | 25 oktober 1939  | 20 juni 1942      |           |
| Oberst i.G.  | Johannes Steffler  | 20 juni 1942     | December 1942     |           |
| Oberst i.G.  | Johannes Crome     | December 1942    | Februari 1943     |           |
| Oberst i.G.  | Franz Jais         | 10 oktober 1943  | 31 oktober 1943   |           |
| Oberst i.G.  | Zoeller            | 1943             | 10 oktober 1943   |           |
| Oberst i.G.  | Diermayer          | 1 november 1943  | 15 februari 1944  |           |
| Oberst i.G.  | Günther Siedschlag | 15 februari 1944 | 27 september 1944 |           |

### Eerste Generale Stafofficier (Ia)[2]
| Rang                | Naam                     | Begin            | Eind              | Opmerking |
| ------------------- | ------------------------ | ---------------- | ----------------- | --------- |
| Oberstleutnant i.G. | Hans von Greiffenberg    | Oprichting       | 6 oktober 1936    |           |
| Oberst i.G.         | Edgar Röhricht           | 1 december 1936  | 1 mei 1939        |           |
| Oberstleutnant i.G. | Otto Beutler             | 1 mei 1939       | 25 oktober 1939   |           |
| Oberst i.G.         | Friedrich-Wilhelm Prüter | 25 oktober 1939  | 24 november 1940  |           |
| Major i.G.          | Rolf Wiese               | 25 november 1940 | 25 november 1941  |           |
| Major i.G.          | Heinz Meyer              | 25 november 1941 | 1943              |           |
| Major i.G.          | von Bock und Pollach     | 1943             | 24 oktober 1943   |           |
| Major i.G.          | Hanns-Heinz Badstübner   | 24 oktober 1943  | 15 december 1943  |           |
| Major i.G.          | Ralf Bucher              | 15 december 1943 | 27 september 1944 |           |